# Ixalodectes
Ixalodectes is een geslacht van rechtvleugeligen uit de familie sabelsprinkhanen (Tettigoniidae). De wetenschappelijke naam van dit geslacht is voor het eerst geldig gepubliceerd in 1985 door Rentz.

## Soorten
Het geslacht Ixalodectes omvat de volgende soorten:
- Ixalodectes flectocercus Rentz, 1985
- Ixalodectes megacercus Rentz, 1985
- Ixalodectes nigrifrons Rentz, 1985
- Ixalodectes uptoni Rentz, 1985
- Ixalodectes whitei Rentz, 1985